# Marcin Piechowicz
Marcin Piechowicz (Dąbrowa Górnicza, 19 marzo 1993) è un cestista polacco.

## Palmarès
- Alpe Adria Cup: 2

Dąbrowa Górnicza: 2022-2023, 2023-2024